# Тайсен
Тайсен (нем. Theißen) — посёлок в Германии, в земле Саксония-Анхальт, входит в район Бургенланд в составе городского округа Цайц.
Население составляет 1909 человек (на 31 декабря 2008 года). Занимает площадь 5,37 км².

## История
Первое упоминание о поселении относится к 1153 году.
1 января 2010 года, после проведённых реформ, Тайсен вошёл в состав городского округа Цайц, а управление Цайтцер-Ланд, которому он подчинялся ранее — упразднено.

## Галерея

Тайсен на карте городского округа
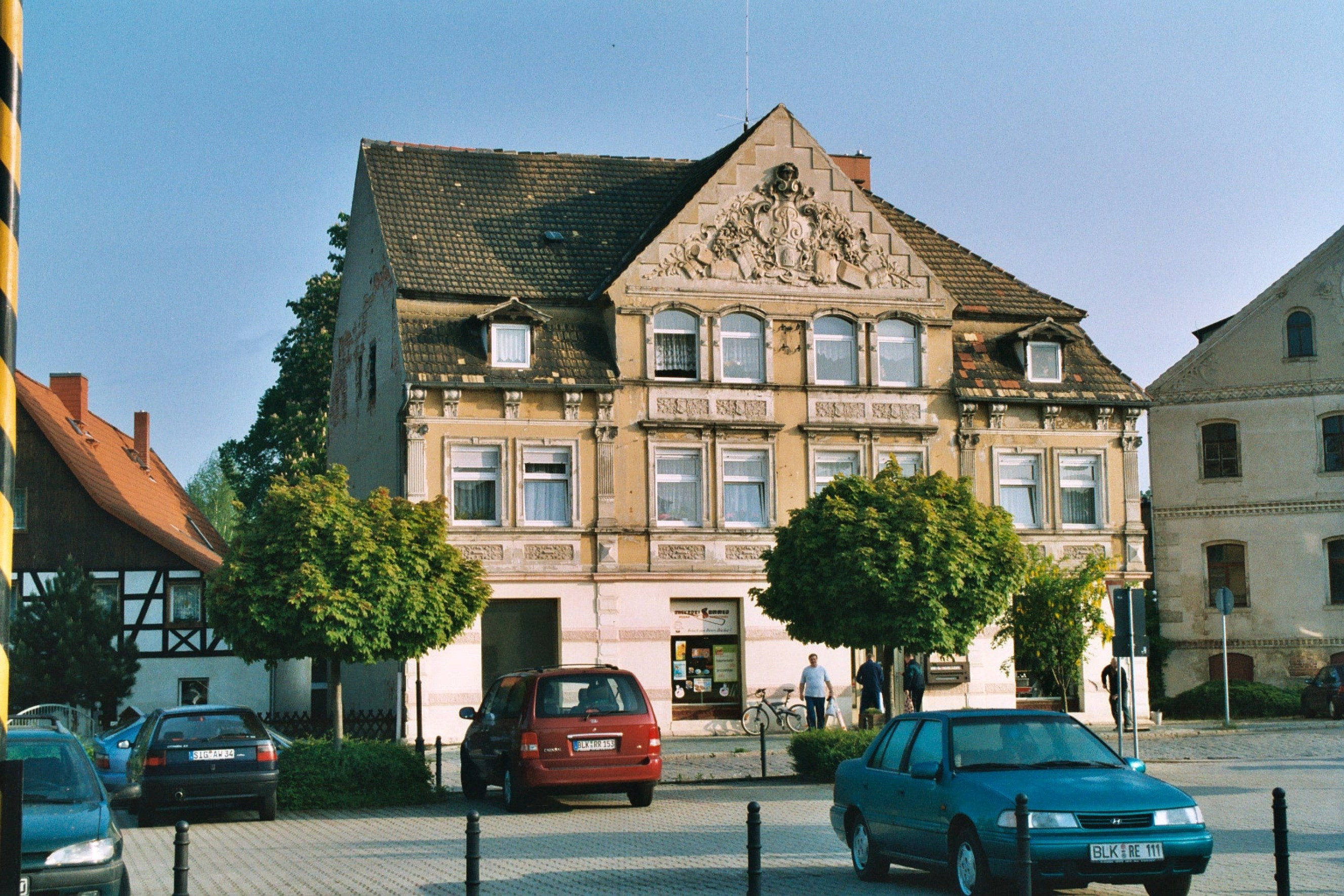
Здание перед реставрацией
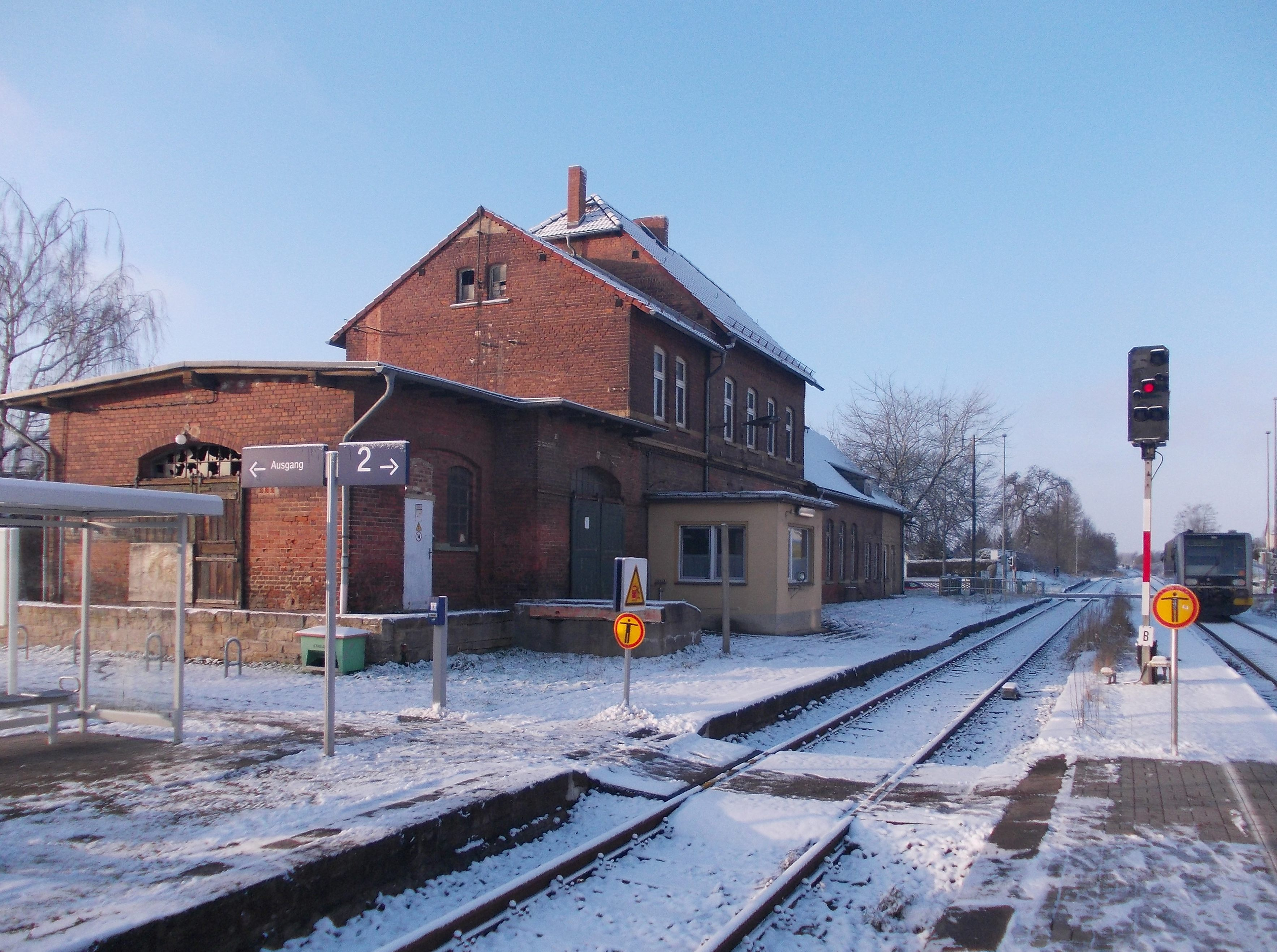
Ж/д станция Тайсена
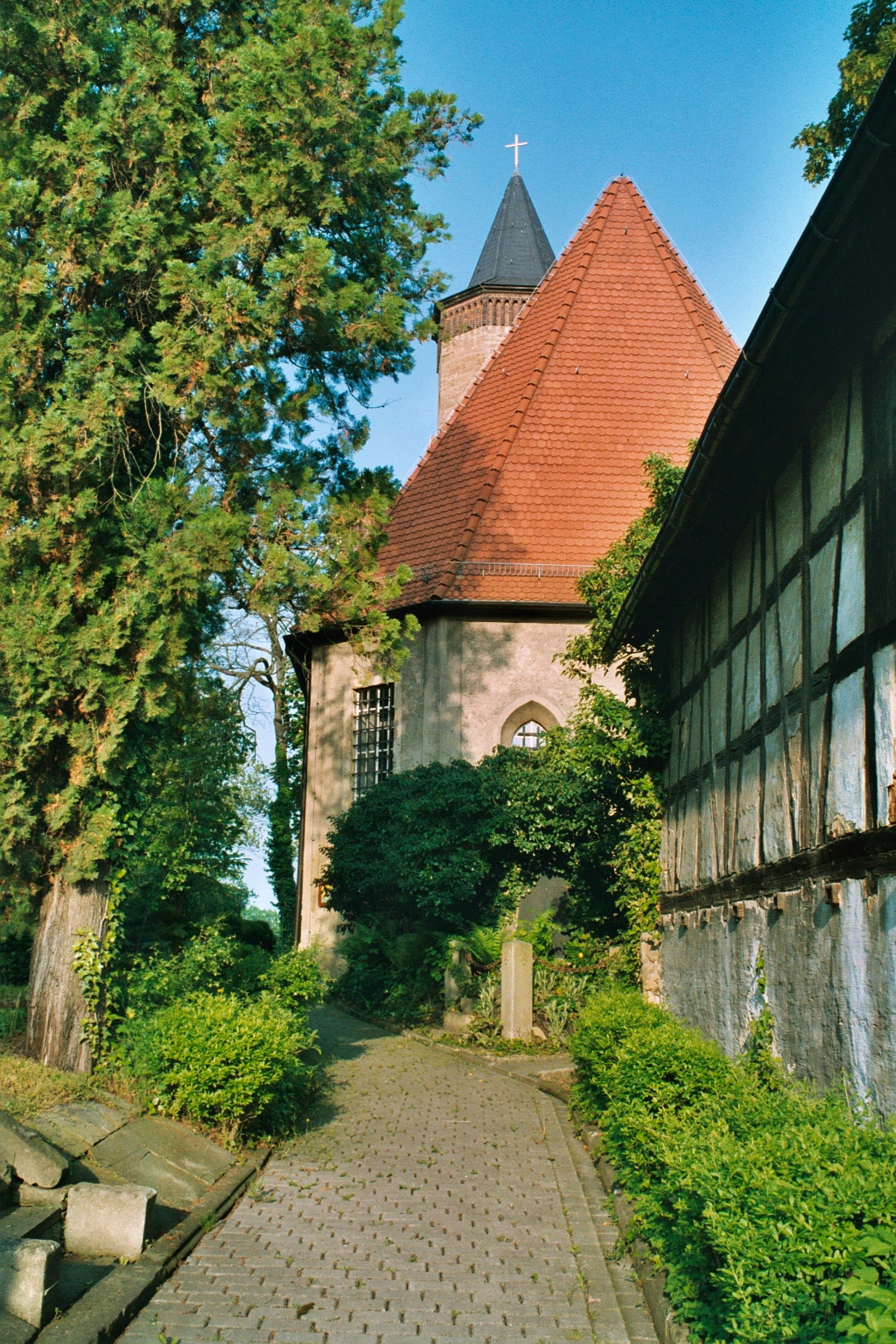
Церковь в Тайсене